# Hypsugo lophurus
Hypsugo lophurus är en fladdermusart som beskrevs av Thomas 1915. Hypsugo lophurus ingår i släktet Hypsugo och familjen läderlappar. Internationella naturvårdsunionen kategoriserar arten globalt som otillräckligt studerad. Inga underarter finns listade i Catalogue of Life.
Arten har cirka 35 mm långa underarmar och en ungefär 39 mm lång svans. De långa håren är svarta vid roten. De har på ovansidan mörkbruna spetsar och på undersidan ljusare bruna spetsar. Påfallande är en tofs av hår på svansflyghudens ovansida. Den täcker kanske en körtel. Tofsen har en diameter av 12 mm och håren är 5 till 6 mm långa. Hypsugo lophurus skiljer sig även i avvikande detaljer av tändernas konstruktion från andra släktmedlemmar.
Denna fladdermus är bara känd från en mindre region på centrala Malackahalvön i södra Myanmar. Individer hittades senast 1915 på gräsmarker intill städsegröna skogar.